# Řád Říjnové revoluce
Řád Říjnové revoluce (rusky Орден Октябрьской Революции) bylo sovětské vyznamenání existující v letech 1967 až 1991. Jednalo se o druhý nejvyšší řád (po Řádu Lenina) udělovaný v Sovětském svazu. Udělováno bylo za přínos k rozvoji sovětského státu, výjimečnou odvahu a statečnost nebo posílení míru.

## Historie
Řád Říjnové revoluce byl zřízen příkazem prezídia Nejvyššího sovětu SSSR dne 31. října 1967 u příležitosti 50. výročí Říjnové revoluce. Autorem výtvarného návrhu je Valentin Prochorovič Zajcev. Poprvé byl udělen 4. listopadu téhož roku, naposledy dne 21. prosince 1991. Nositeli vyznamenání se mohly stát osoby jak domácí, tak i ze zahraničí, podniky, instituce, organizace a jiné skupiny pracovníků, vojenské jednotky a útvary, republiky, území, regiony a města. Celkem bylo uděleno 106 462 Řádů Říjnové revoluce.

## Vzhled řádu
Odznakem je zlatá, červeně smaltovaná pěticípá hvězda (symbol komunismu), mezi jejími cípy se nachází stříbrné paprsky. Na hvězdě je položen pětihranný stříbrný medailon s vyobrazením křižníku Aurory, jejíž výstřel měl zahájit Říjnovou revoluci. Z levé části medailonu vystupuje pozlacená, červeně smaltovaná vlajka s nápisem ОКТЯБРЬСКАЯ РЕВОЛЮЦИЯ (ŘÍJNOVÁ REVOLUCE). V dolní části medailonu mezi dolními cípy hvězdy jsou položeny zlaté překřížené srp a kladivo.
Stuha je červená s pěti modrými pruhy uprostřed.